# Grumia
Isochlora là một phân chi bướm đêm thuộc chi Isochlora, trong họ Noctuidae.

## Hình ảnh

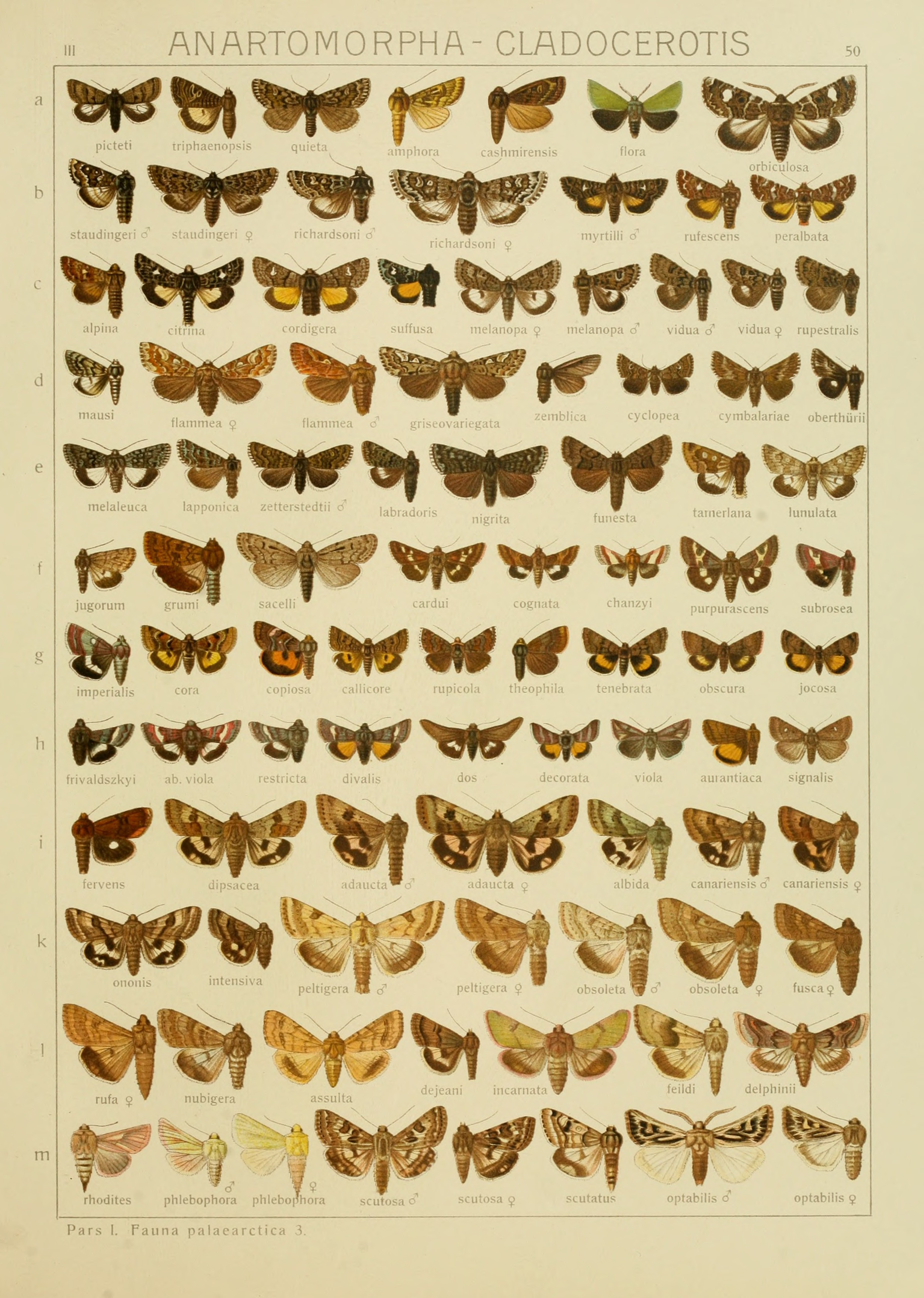